# Station Hollingbourne
Hollingbourne is een spoorwegstation van National Rail in Hollingbourne, Maidstone in Engeland. Het station is eigendom van Network Rail en wordt beheerd door Southeastern. Het station is geopend in 1884.